# Kleinova čtyřgrupa
Kleinova čtyřgrupa (také prostě Kleinova grupa, často značená V podle německého Vierergruppe) je grupa {\displaystyle Z_{2}\times Z_{2}}, direktní součin dvou kopií cyklické grupy řádu 2.

## Historie
Název Vierergruppe jí dal Felix Klein ve své práci Vorlesungen über das Ikosaeder und die Auflösung der Gleichungen vom fünften Grade z roku 1884.

## Vlastnosti
Jedná se o nejmenší necyklickou grupu. Jediná další čtyřprvková grupa (až na izomorfismus) je cyklická grupa {\displaystyle Z_{4}}. Všechny prvky kromě neutrálního mají řád 2. Jedná se o komutativní (abelovskou) grupu.
Její Cayleyova tabulka je:
| *  | 1  | a  | b  | ab |
| -- | -- | -- | -- | -- |
| 1  | 1  | a  | b  | ab |
| a  | a  | 1  | ab | b  |
| b  | b  | ab | 1  | a  |
| ab | ab | b  | a  | 1  |

Kleinova grupa je grupou symetrie obdélníka nebo kosočtverce (které nejsou zároveň čtverce), skládá se z totožnosti, dvou osových souměrností a středové souměrnosti. Někdy se jí říká i grupa matrace, protože také určuje všechny způsoby, jak obrátit (obdélníkovou) matraci.
Kleinova čtyřgrupa se také vyskytuje jako normální podgrupa alternující grupy {\displaystyle A_{4}}. Jejich faktor je tříprvková cyklická grupa {\displaystyle C_{3}}, co souvisí s řešitelností rovnic 4. stupně pomocí radikálů (viz Galoisova teorie).